# Bogučarskij rajon
Il Bogučarskij rajon (in russo Богучарский район?) è un rajon dell'Oblast' di Voronež, nella Russia europea, il cui capoluogo è Bogučar. Istituito nel 1928, ricopre una superficie di 2.170 chilometri quadrati.